# 트랜스젠더 가시화의 날

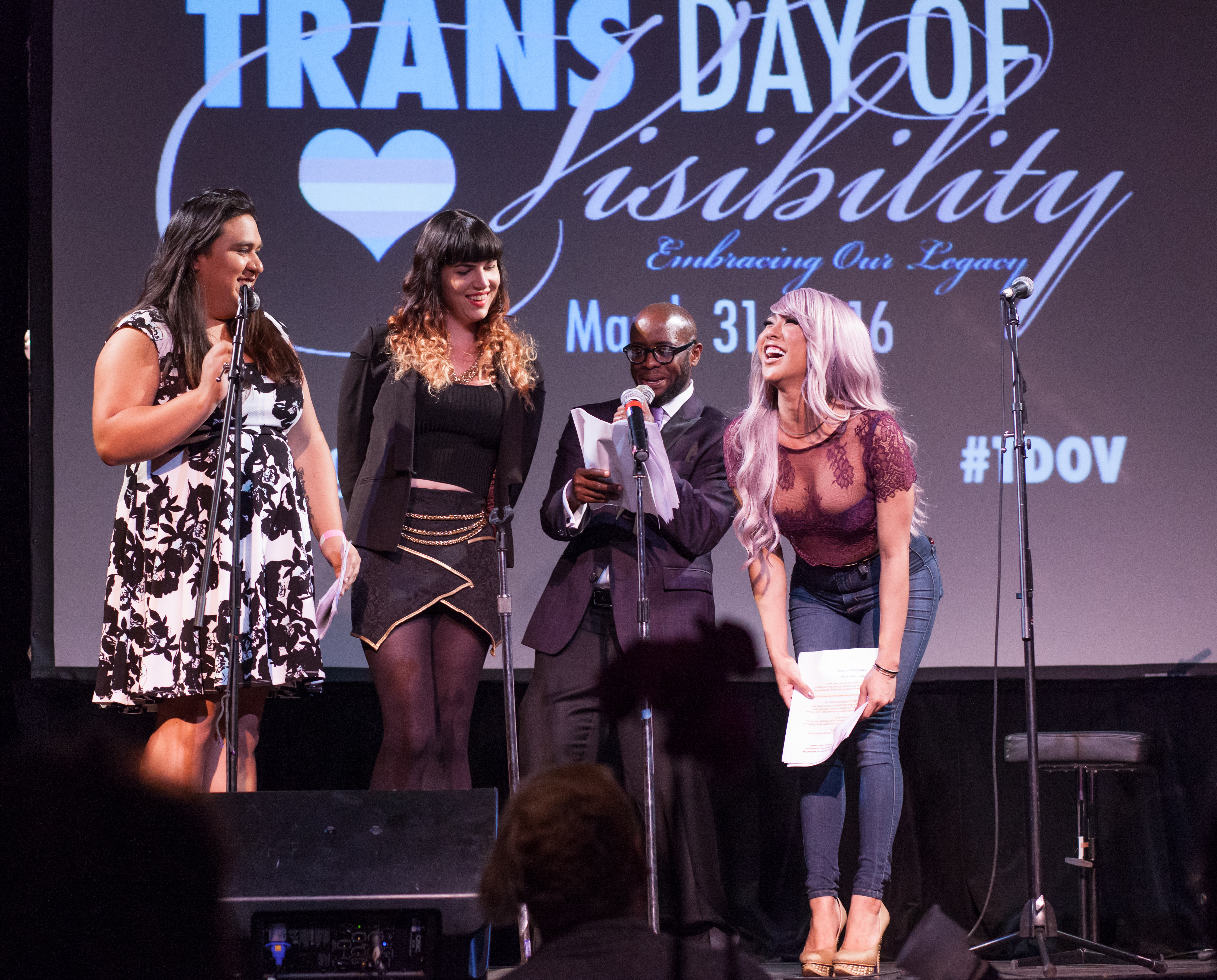
2016년

국제 트랜스젠더 가시화의 날 (國際 트랜스젠더 可視化의 날 International Transgender Day of Visibility, TDOV)은 매년 3월 31일 트랜스젠더의 존재를 가시화하는 국제적인 기념일이다.

## 같이 보기
- 트랜스젠더 추모의 날